# (13091) 1992 PT3
(13091) 1992 PT3 est un astéroïde aréocroiseur découvert en 1992.

## Description
(13091) 1992 PT3 a été découvert le 5 août 1992 à l'observatoire Palomar, situé au nord de San Diego en Californie, par Henry E. Holt.

### Caractéristiques orbitales
L'orbite de cet astéroïde est caractérisée par un demi-grand axe de 2,24 UA, un périhélie de 1,62 UA, une excentricité de 0,28 et une inclinaison de 2,37° par rapport à l'écliptique. Du fait de ces caractéristiques, à savoir un demi-grand axe inférieur à 3,2 UA et un périhélie compris entre 1,3 et 1,666 UA, il croise l'orbite de Mars et est classé, selon la JPL Small-Body Database, comme astéroïde aréocroiseur (aréo venant de Arès).

### Caractéristiques physiques
(13091) 1992 PT3 a une magnitude absolue (H) de 15,4 et un albédo estimé à 0,166.